# Gottfried Dienst
Gottfried Dienst (Basileia, 9 de setembro de 1919 - Berna, 1 de junho de 1998) foi um árbitro suíço de futebol, mais conhecido por ser o árbitro na final da Copa do Mundo de 1966.
Na época, ele era considerado o melhor árbitro do mundo. Dienst é um dos únicos quatro árbitros a ter apitado duas vezes a final da Taça dos Campeões Europeus, o que fez em 1961 e 1965, e um dos dois únicos (o outro sendo o italiano Sergio Gonella) a arbitrar a final do Campeonato da Europa e uma final de Copa do Mundo. A final do Campeonato Europeu de 1968 terminou em um empate de 1 a 1 entre a Itália e a Iugoslávia. A final foi repetida mais tarde (os italianos venceram por 2 X 0); um jogo arbitrado pelo espanhol José María Ortiz de Mendíbil. Dienst apitou quatro jogos pela Copa do Mundo de 1962.[carece de fontes?]

## Final da Copa do Mundo de 1966
Dienst iniciou sua Copa de 1966 ao apitar a partida Itália 2 x 0 Chile, em 13 de julho, na cidade de Sunderland; e sua próxima partida foi exatamente a final da Copa, em Londres, no estádio Wembley, entre ingleses e alemães. Ocorrida em 30 de julho, a final é a mais discutida e polêmica de todas, isso devido a um gol inglês, o terceiro da partida, ocorrido na prorrogação, uma vez que a bola não teria cruzado totalmente a linha do gol, em chute de Geoff Hurst, que comemorou o lance erguendo os braços. Indeciso, Dienst consultou o auxiliar, o soviético Tofik Bakhmarov, que confirmou o gol que não deveria ter existido. O fato de Dienst e Bakhmarov não falarem o mesmo idioma pode, inclusive, ter contribuído para o erro, mas o fato é que a partida encerrou com o placar de Inglaterra 4 x 2 Alemanha Ocidental, e Dienst teria dito Durmo tranquilo: Sei que a bola entrou.